# Namua
Namu'a is een klein onbewoond eiland ten oosten Upolu in Samoa. Namu'a is een van de vier Aleipata eilanden, en valt bestuurlijk onder het district Atua.
Het eiland is toegankelijk via een 10 minuten durende overtocht per boot vanuit Upolu. Op het eiland zijn er accommodaties voor toeristen, in typische fale. Op het eiland zijn er verschillende uitkijkpunten, en het duurt ongeveer een uur om het eiland rond te wandelen.